# Phidippus toro
Phidippus toro är en spindelart som beskrevs av Edwards 1978. Phidippus toro ingår i släktet Phidippus och familjen hoppspindlar. Inga underarter finns listade i Catalogue of Life.